# サヤインゲン
| 項目                 | 分量（g） |
| -------------------- | --------- |
| 脂肪                 | 0.22      |
| 飽和脂肪酸           | 0.05      |
| 16:0（パルミチン酸） | 0.042     |
| 18:0（ステアリン酸） | 0.008     |
| 一価不飽和脂肪酸     | 0.01      |
| 18:1（オレイン酸）   | 0.008     |
| 多価不飽和脂肪酸     | 0.113     |
| 18:2（リノール酸）   | 0.044     |
| 18:3（α-リノレン酸） | 0.069     |

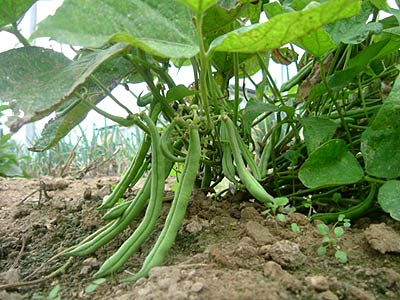
インゲンマメにできているサヤインゲン

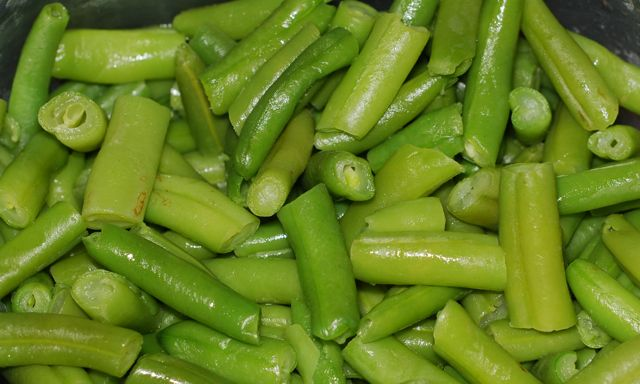
料理したサヤインゲン

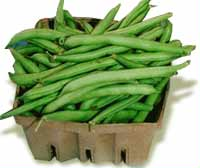
生のサヤインゲン

サヤインゲン（英:Green bean）とは、インゲンマメの若いサヤを食用とする果菜である。缶詰や冷凍としても多く出回り、世界中で食べられている。日本では、塩茹でにして和え物やおひたしにするか、あるいはバター炒めにすることが多い。ササゲと混同されることもある。東北地方ではササギとも言う。
原産地はメキシコ南部、中央アメリカ。日本へは中国を経て渡来し、江戸時代に禅僧の隠元隆琦が伝えたことからインゲンマメと呼ばれ、未熟果を若採りサヤごと食べるものをサヤインゲンと呼んでいる。生長が早く、暖かい地域では1年に3度収穫できることから「三度豆」とも呼ばれる。本来の旬は夏（6 - 9月）であるが、季節ごとに産地が変わって出荷していたり、施設栽培などで、一年を通して市場に流通する。サヤ全体の緑色が均一で変色がなく、ツヤがあるものが良品で、豆の形がはっきりしているものは実が育ちすぎてかたい場合がある。

## 主な種類
インゲンマメには、つるが長く伸びる「つるあり種」と、つるが伸びない「つるなし種」があり、つるの有無や、サヤの形で種類が分けられる。サヤインゲンには本来サヤにかたい筋があるが、品種改良が進んで筋がないもが多く出回っている。主に流通している種類としては、つるあり種・丸サヤの「どじょういんげん」と、つるなし種・やや小ぶり（わい性）で丸みを帯びた「丸さやいんげん」が多い。
- 丸ざやいんげん
  - どじょういんげん
つるあり、丸サヤの代表的な品種で、「ケンタッキーワンダー」「尺五寸」などともよばれる。やわらかく、独特の香りがあり食味も良い[8]。
  - 丸さやいんげん（わい性丸さや）
つるなしの丸さや種。早採りで8 - 10 cmで出荷される[6]。
- モロッコいんげん
つるなしの平ザヤ種で、サヤが偏平で幅が広い。花豆の若ザヤで、やわらかくて食味が良い[8]。日本には1980年前後に導入された[6]。
- 平ざやいんげん（わい性平ざや）
つるなしの平ザヤ種で、筋が少なくまっすぐなサヤが特徴。緑色が薄く、サヤにでこぼこが少ない[6]。甘味が強く、味が濃厚[8]。

## 食用
食べる際に、サヤインゲンの筋がある品種は、筋をとり除いてから調理する。主に少量の塩を入れた熱湯で茹でて調理されるが、茹ですぎると色褪せて水っぽくなり、風味が損なわれてしまう。茹でたらザルに上げて手早く冷ますか、冷水にとる場合は風味が落ちないように素早く水気を切ることで鮮やかな緑色が出せる。短時間で加熱することにより、栄養の損失を抑えられ、食感と特有の甘味を生かすことにもつながる。茹でてから和え物、お浸し、サラダにしたり、そのまま天ぷら、炒め物などに使われる。
サヤインゲンは、野菜と豆類の栄養的な特徴を兼ね備えている緑黄色野菜である。栄養価は、β-カロテン、ビタミンB群・ビタミンC、食物繊維などを豊富に含む。部位別では、サヤにはタンパク質やアスパラギン酸、必須アミノ酸が含まれ、また豆の部分にはタンパク質の他、デンプン、糖分などが含まれている。タンパク質を構成するアミノ酸の一種であるリジンを多めに含むので、特有の旨味もある。サヤごと食べることによって、これら栄養素をバランス良く摂取でき、栄養価も高いことから、疲労回復や夏バテ防止などの効果が期待されている。β-カロテンの吸収が高まるように、食用油を使った調理にも向いている。
収穫後は時間が経つほど香りや甘味が失われていく。新鮮なうちに食べるか、保存する場合は茹でてから冷蔵保存するようにすると2 - 3日程度はもつ。

## 栽培
栽培期間は4月下旬 - 7月で、春にタネを播き、晩春から初夏にかけて生長して、若いサヤを6月下旬ごろから7月まで収穫できる。寒さに弱く暑さに強い性質があり、栽培適温は、20 - 28度とされ、20度以下では発芽が極端に悪くなる。また、30度を超えるような高温下では、花が咲いても茂るばかりで実がつかない。栽培は容易で作りやすい作物であるが、連作は不可で、マメ科野菜を3 - 4年ほど作っていない日当たりのよい畑で育てられる。根粒菌はつくがエンドウマメほどではないため、元肥は少々必要でチッソ分を多めにし、追肥は少量を与える。直根タイプのマメ科作物であるので、移植は行わない。「つるあり種」は長く収穫でき、「つるなし種」は種まきから1か月ほどで収穫できる。生育は日光の当たり具合に大きく影響され、光が少ないと着果数が減少して品質も著しく悪化するため、できる限り株間をとって光に当てるようにする。
種まきは、良く耕した畑に幅70 - 180センチメートル (cm) ほどの畝を作って、畝の両側に「つるあり種」は株間35 - 40 cm以上、「つるなし種」は30 cm以上の間隔をあけて、1か所に3 - 4粒ずつまいて覆土する。覆土が浅かったり押さえ方が足りないと、芽が正常に展開できない。適度な気温と水やりをすれば3 - 4日ほどで発芽し、間引きしながら、最終的に本葉が4 - 5枚になるころまでに1か所に1本だけ残す。「つるあり種」は、つるが長く伸びるので、株のそばに長い支柱を立てる必要がある。ふつうは草丈15 cmほどになったら、高さ1.5 mほどの合掌式の支柱が立てられる。花が咲き始めるときに、株間に追肥を行い、10 - 20日ごとに継続して追肥を与える。つるあり種では、つるの長さが2 mほどまでのび、サヤは開花後1 - 2週間で10 cmまで伸びて、少しサヤが膨らんできたころが収穫適期となる。収穫が遅れると、筋が発達してサヤもかたくなってしまうため、早めに収穫をする。「つるなし種」では、種まきから30 - 50日、高さ15 - 30 cmで収穫できるようになり、生長期に支柱を立てる必要もない。
日本国内の主な産地は、福島県、沖縄県、千葉県、茨城県などであるが、生鮮品や冷凍品として中国やタイ、アメリカ、オマーンからも輸入している。